# Lan Xang
Království Lan Xang, celým názvem Lan Xang Hom Khao (laosky ລ້ານຊ້າງຮົ່ມຂາວ), též „Země milionu slonů a bílého slunečníku“, byl státní útvar v jihovýchodní Asii, který existoval v letech 1354–1707. Dominovalo mu etnikum Lao, etnicky bylo ale království pestré, žili v něm komunity Khmerů, Siamců i Vietů. Centra říše (jako byla města Luang Prabang a Vientiane) se nacházela na březích řeky Mekong (pojem Lan Xang je odvozen z čínského názvu právě pro Mekong - Lán Cāng). Říše Lan Xang je důležitou součástí národní a státní identity Laosu. Království se však rozkládalo (minimálně svými závislými provinciemi - tzv. mueang) nejen na území dnešního Laosu, ale i Thajska, Myanmaru, Vietnamu, Kambodže a Číny. Státním náboženstvím byl theravádský buddhismus. Ke vzniku Lan Xang se váže zakladatelský mýtus o Khun Boromovi, kterého dnešní Laosané považují za otce národa. Khun Borom je legendárním zakladatelem dynastie vládnoucí v Lan Xangu, nazývané po Khun Boromově synovi Khun Loovi. Jejím prvním historicky doloženým příslušníkem je však až Fa Ngum, zakladatel a první král Lan Xangu (1354-1372). Založil své království do značné míry na troskách Khmérské říše (rozkládané v té době morem a přílivem Thajců). Zlatý věk království prožilo za vlády krále Sourigna Vongsy (1638–1695). Titul krále nebyl vyloženě dědičný, do jeho volby mohla mluvit sena (cosi jako vláda) a sangha (náboženská rada starších). To však vedlo k mnoha sporům o nástupnictví, které říši oslabovaly, a kvůli nim také bylo království roku 1707 rozděleno na dvě části (Vien Čang a Luang Prabang). Úplný zánik jejich autonomie souvisel s tím, že Lan Xang nezačal na rozdíl od svých sousedů a konkurentů v oblasti včas obchodovat s Evropany a nedostal se tak k nejmodernějším zbraním. Klíčovým mezníkem bylo, když se zbytky Lan Xangu roku 1779 staly vazalským územím Thajska.